# Nippononeta ungulata
Nippononeta ungulata är en spindelart som först beskrevs av Ryoji Oi 1960.  Nippononeta ungulata ingår i släktet Nippononeta och familjen täckvävarspindlar. Inga underarter finns listade i Catalogue of Life.